# Maxera discosticta
Maxera discosticta là một loài bướm đêm trong họ Noctuidae.